# Gonzalo Mastriani
Gonzalo Mathías Mastriani Borges (n. Montevideo, Uruguay; 28 de abril de 1993) es un futbolista uruguayo que se desempeña como delantero. Actualmente juega en el Botafogo de la Serie A de Brasil, cedido por el Athletico Paranaense. 

## Trayectoria
Gonzalo Mastriani dio sus primeros pasos en Sauce, uno de los clubes infantiles que hay en el barrio de Cerro, perteneciente a la Liga Atahualpa. En ese equipo jugó toda su infancia hasta que en 2006 recaló en Cerro, en la categoría preséptima, luego de haber descartado jugar en Defensor Sporting, su primera opción.
Gonzalo Mastriani fue confirmado como nuevo jugador del Crotone, equipo de la Serie B del fútbol italiano. El delantero, oriundo de Cerro, no ocupaba puesto de extracomunitario y fue cedido a préstamo por una temporada por el Parma, club dueño de su ficha. Tras su salida conflictiva de Cerro, equipo en el que estuvo el último semestre sin jugar, hecho que lo llevó a perderse el Mundial Sub-20, Gonzalo Mastriani fue adquirido por Parma. El traspaso dejó a Cerro 700.000 euros, cifra bastante inferior a la que pretendía.
El buen delantero zurdo, quien marcó 14 goles en sus 40 partidos con la casaca albiceleste en Primera División, no fue tenido en cuenta por Roberto Donadoni, por lo que el club optó por cederlo para que gane rodaje y experiencia en el fútbol italiano.
Con tan solo seis meses en cuarta división, el entrenador Ricardo Ortiz lo subió a Primera para disputar los últimos tres partidos del Torneo Clausura 2011 como jugador de la primera plantilla.
En la primera fecha del Torneo Apertura 2011 ante Cerrito apareció entre los titulares, jugando un gran partido y anotando su primer gol en primera.
En 2019 llegó al fútbol ecuatoriano para vestir la camiseta de Guayaquil City, fue uno de los goleadores de la temporada y fue fichado en 2021 por Barcelona Sporting Club.
En agosto de 2022 se confirmó su fichaje por el América Mineiro, firmando contrato hasta diciembre de 2025 por el 60 % de sus derechos federativos.
Finalizó su primera temporada en el club con apenas 11 partidos disputados y un gol anotado.
En la temporada 2023, Mastriani fue el máximo goleador del América Mineiro, con 21 goles en 42 partidos oficiales.
Fue también el máximo goleador de la Copa Sudamericana 2023, en la que ayudó a su equipo a alcanzar los cuartos de final. En la fase de grupos anotó ante Defensa y Justicia y Peñarol; en los play-offs de octavos de final marcó dos goles contra Colo-Colo; en los octavos de final convirtió tres goles frente a Red Bull Bragantino y, en la eliminación ante Fortaleza en cuartos de final, anotó un gol más. En total, terminó el torneo con 9 goles.
El 25 de enero de 2024, en la primera jornada del Campeonato Mineiro, América Mineiro goleó 6–0 a Pouso Alegre en el Estadio Independência. Mastriani anotó cinco goles en ese partido.
Cerró su etapa en el América Mineiro con un total de 55 partidos disputados, 28 goles y dos asistencias.
En 2024 fue fichado por el Athletico Paranaense, equipo de la Primera División de Brasil. Gonzalo Mastriani marcó un gol en su debut con el Athletico-PR, en la victoria por 4-0 sobre el PSTC, en la sexta jornada del Campeonato Paranaense, el 3 de febrero de 2024. Terminó la temporada sin rendir como se esperaba, llegó con muchas expectativas. Con la camiseta del Athletico disputó 47 partidos, marcó 16 goles y dio cinco asistencias. A pesar de no tener una temporada brillante, terminó 2024 como máximo goleador aislado del Furacão.
El 29 de marzo de 2025, Botafogo aprovechó la ventana doméstica, espacio para fichar a Gonzalo Mastriani, procedente del Atlético Paranaense. Llegó cedido hasta finales de 2025, con opción de compra fija. En abril de 2025, Mastriani debutó en el partido en el que Botafogo dominó a la Juventude y logró la victoria en el Campeonato Brasileño. Jugando en casa, ganaron 2-0.

## Selección nacional
Sus buenas actuaciones hicieron que Mastriani fuera citado a la preselección uruguaya que fuera a disputar los Juegos Panamericanos 2011, aunque finalmente no formó parte del plantel que viajó a México.

## Estadísticas

### Clubes
Actualizado al último partido disputado el 9 de agosto de 2025.
| Club                          | Div.          | Temporada     | Liga  | Liga  | Copas nacionales | Copas nacionales | Copas internacionales | Copas internacionales | Otros | Otros | Total | Total |
| Club                          | Div.          | Temporada     | Part. | Goles | Part.            | Goles            | Part.                 | Goles                 | Part. | Goles | Part. | Goles |
| ----------------------------- | ------------- | ------------- | ----- | ----- | ---------------- | ---------------- | --------------------- | --------------------- | ----- | ----- | ----- | ----- |
| Cerro · Uruguay               | 1.ª           | 2011-12       | 30    | 12    | Inexistentes     | Inexistentes     | Inexistentes          | Inexistentes          | —     | —     | 30    | 12    |
| Cerro · Uruguay               | 1.ª           | 2012-13       | 10    | 2     | Inexistentes     | Inexistentes     | Inexistentes          | Inexistentes          | —     | —     | 10    | 2     |
| Cerro · Uruguay               | Total club    | Total club    | 40    | 14    | 0                | 0                | 0                     | 0                     | 0     | 0     | 40    | 14    |
| Crotone · Italia              | 2.ª           | 2013-14       | 5     | 0     | —                | —                | Inexistentes          | Inexistentes          | —     | —     | 5     | 0     |
| Crotone · Italia              | Total club    | Total club    | 5     | 0     | 0                | 0                | 0                     | 0                     | 0     | 0     | 5     | 0     |
| Gorica Eslovenia              | 1.ª           | 2013-14       | 9     | 1     | 0                | 0                | —                     | —                     | —     | —     | 9     | 1     |
| Gorica Eslovenia              | Total club    | Total club    | 9     | 1     | 0                | 0                | 0                     | 0                     | 0     | 0     | 9     | 1     |
| Olhanense Portugal            | 2.ª           | 2014-15       | 29    | 5     | Inexistentes     | Inexistentes     | Inexistentes          | Inexistentes          | —     | —     | 29    | 5     |
| Olhanense Portugal            | Total club    | Total club    | 29    | 5     | 0                | 0                | 0                     | 0                     | 0     | 0     | 29    | 5     |
| Rentistas · Uruguay           | 1.ª           | 2015-16       | 23    | 5     | Inexistentes     | Inexistentes     | Inexistentes          | Inexistentes          | —     | —     | 23    | 5     |
| Rentistas · Uruguay           | Total club    | Total club    | 23    | 5     | 0                | 0                | 0                     | 0                     | 0     | 0     | 23    | 5     |
| Tampico Madero · México       | 2.ª           | 2016-17       | 12    | 1     | —                | —                | Inexistentes          | Inexistentes          | —     | —     | 12    | 1     |
| Tampico Madero · México       | Total club    | Total club    | 12    | 1     | 0                | 0                | 0                     | 0                     | 0     | 0     | 12    | 1     |
| Alebrijes de Oaxaca · México  | 2.ª           | 2016-17       | 0     | 0     | —                | —                | Inexistentes          | Inexistentes          | —     | —     | 0     | 0     |
| Alebrijes de Oaxaca · México  | Total club    | Total club    | 0     | 0     | 0                | 0                | 0                     | 0                     | 0     | 0     | 0     | 0     |
| Sud América · Uruguay         | 1.ª           | 2017          | 26    | 4     | Inexistentes     | Inexistentes     | Inexistentes          | Inexistentes          | —     | —     | 26    | 4     |
| Sud América · Uruguay         | Total club    | Total club    | 26    | 4     | 0                | 0                | 0                     | 0                     | 0     | 0     | 26    | 4     |
| Boston River · Uruguay        | 1.ª           | 2018          | 29    | 7     | Inexistentes     | Inexistentes     | 4                     | 1                     | —     | —     | 33    | 8     |
| Boston River · Uruguay        | Total club    | Total club    | 29    | 7     | 0                | 0                | 4                     | 1                     | 0     | 0     | 33    | 8     |
| Guayaquil City · Ecuador      | 1.ª           | 2019          | 28    | 14    | 4                | 2                | Inexistentes          | Inexistentes          | —     | —     | 32    | 16    |
| Guayaquil City · Ecuador      | 1.ª           | 2020          | 26    | 11    | 0                | 0                | Inexistentes          | Inexistentes          | —     | —     | 26    | 11    |
| Guayaquil City · Ecuador      | Total club    | Total club    | 54    | 25    | 4                | 2                | 0                     | 0                     | 0     | 0     | 58    | 27    |
| Barcelona S. C. · Ecuador     | 1.ª           | 2021          | 28    | 8     | 2                | 0                | 12                    | 1                     | —     | —     | 42    | 9     |
| Barcelona S. C. · Ecuador     | 1.ª           | 2022          | 16    | 6     | 1                | 0                | 11                    | 3                     | —     | —     | 28    | 9     |
| Barcelona S. C. · Ecuador     | Total club    | Total club    | 44    | 14    | 3                | 0                | 23                    | 4                     | 0     | 0     | 70    | 18    |
| América Mineiro · Brasil      | 1.ª           | 2022          | 11    | 1     | —                | —                | —                     | —                     | —     | —     | 11    | 1     |
| América Mineiro · Brasil      | 1.ª           | 2023          | 24    | 11    | 4                | 1                | 12                    | 9                     | 2     | 0     | 42    | 21    |
| América Mineiro · Brasil      | 2.ª           | 2024          | 0     | 0     | 0                | 0                | —                     | —                     | 2     | 6     | 2     | 6     |
| América Mineiro · Brasil      | Total club    | Total club    | 35    | 12    | 4                | 1                | 12                    | 9                     | 4     | 6     | 55    | 28    |
| Athletico Paranaense · Brasil | 1.ª           | 2024          | 21    | 4     | 5                | 1                | 12                    | 7                     | 9     | 4     | 47    | 16    |
| Athletico Paranaense · Brasil | 2.ª           | 2025          | 0     | 0     | 2                | 0                | —                     | —                     | 5     | 0     | 7     | 0     |
| Athletico Paranaense · Brasil | Total club    | Total club    | 21    | 4     | 7                | 1                | 12                    | 7                     | 14    | 4     | 54    | 16    |
| Botafogo · Brasil             | 1.ª           | 2025          | 8     | 1     | 2                | 0                | 3                     | 0                     | 0     | 0     | 13    | 1     |
| Botafogo · Brasil             | Total club    | Total club    | 8     | 1     | 2                | 0                | 3                     | 0                     | 0     | 0     | 13    | 1     |
| Total carrera                 | Total carrera | Total carrera | 335   | 93    | 20               | 4                | 54                    | 21                    | 18    | 10    | 427   | 128   |
| 1. 2. 3.                      |               |               |       |       |                  |                  |                       |                       |       |       |       |       |

## Palmarés

### Campeonatos regionales
| Título                | Club                 | País   | Año  |
| --------------------- | -------------------- | ------ | ---- |
| Campeonato Paranaense | Athletico Paranaense | Brasil | 2024 |

### Campeonatos nacionales
| Título            | Club   | País      | Año     |
| ----------------- | ------ | --------- | ------- |
| Copa de Eslovenia | Gorica | Eslovenia | 2013-14 |

### Distinciones individuales
| Distinción                                        | Año  |
| ------------------------------------------------- | ---- |
| Máximo goleador de la Copa Sudamericana (9 goles) | 2023 |
| Parte del Equipo Ideal de la Copa Sudamericana    | 2023 |